# 聖以利亞教堂襲擊事件
東歐夏令時間2025年6月22日，敘利亞首都大馬士革一間希臘東正教教堂聖以利亞教堂在信眾祈禱期間遭遇一名槍手闖入後開火，並引爆自殺式爆炸裝置，最少造成25人死亡（包括兇手本人），另有63人受傷。當地媒體報道，死傷者當中有兒童。
雖然至今未有組織承認責任，但敘利亞內政部指，襲擊由伊斯蘭國策動，兇徒以自殺式方式行兇，在開槍掃射後引爆身上的炸彈背心。
這是自2024年阿薩德政權垮台以來，大馬士革首宗自殺式炸彈襲擊，亦是當地數年來最嚴重的襲擊之一。

## 背景
這次事件是自2024年12月阿薩德政權倒台後，大馬士革首次發生自殺式炸彈襲擊。新上台的伊斯蘭主義政府為穩定局勢，一方面試圖爭取少數族裔支持，另一方面打擊潛伏的恐怖分子，遂與部分反對派武裝結盟，並向街坊守望隊提供武器，以協助維持社區治安。
不少基督徒對街上武器氾濫日漸憂慮。襲擊發生前，有穆斯林教長走訪大馬士革各區，遊說基督徒改信伊斯蘭教，而在今年3月和5月，敘利亞其他地區亦接連發生針對基督徒的殺人事件。雖然伊斯蘭國早在2019年於敘利亞敗退，但其餘黨至今仍不時伺機犯案，包括針對教堂的襲擊行動。該組織亦曾於2016年迫害什葉派少數族群。敘利亞內政部發言人努爾丁·巴巴與資訊部長哈姆扎·穆斯塔法表示，伊斯蘭國以及前阿薩德政權，均有意圖破壞敘利亞穩定，挑戰其社會核心價值。

## 襲擊
2025年6月22日，一名男子持槍闖入位於大馬士革杜維拉區的瑪爾·以利亞教堂，向堂內約350名信眾開火。群眾合力將他推出門外時，他在入口處引爆身上爆炸背心。教區主教穆薩·庫里表示，該名襲擊者亦曾在下午彌撒期間向教堂內投擲手榴彈。爆炸威力猛烈，現場玻璃盡碎、座椅毀爛，滿地血跡與屍體。
一名神父指現場或有第二名槍手，另有目擊者目睹兩名疑似共犯於襲擊發生前逃離現場。

## 襲擊者
敘利亞內政部表示，這宗襲擊事件由伊斯蘭國策劃，並指涉案恐怖分子來自敘利亞東北部的阿爾霍爾難民營。
事發初期，並無任何組織出面承認責任。直至數日後，一個自稱為遜尼支持者旅的武裝組織在其Telegram頻道發帖，承認策劃襲擊，並指襲擊者名為穆罕默德·扎因·阿比丁·阿布·奧斯曼。與此同時，敘利亞人權觀察站報導指，一名受傷的襲擊者被送往大馬士革醫院，院方其後證實他是敘利亞國防部成員，來自代爾祖爾省。

## 後續
官方傳媒引用敘利亞衛生部的報告，指襲擊造成最少25人喪生（包括兇手），另有63人受傷。當地媒體指出，死傷者之中包括兒童。
6月23日，敘利亞內政部在大馬士革周邊拘捕多名疑犯，並檢獲爆炸裝置及一輛加裝陷阱的電單車。翌日，內政部展開多次突襲，掃蕩大馬士革郊區的極端分子藏匿點，並透過區內監控影像追蹤並拘捕數名協助行動及負責後勤支援的人員。
6月24日，大馬士革聖十字教堂為九名罹難者舉行追思彌撒，安條克希臘正教會牧首約翰十世亦親自出席並致辭。

## 反應

### 國內
敘利亞資訊部長哈姆扎·穆斯塔法譴責這宗襲擊，形容是一次有針對性的恐怖行動。
羅賈瓦行政當局亦發表聲明，譴責這次「黑暗而卑劣的恐怖襲擊」，並向死難者表示哀悼。
敘利亞總統艾哈邁德·沙拉承諾全面動員安全力量，將襲擊者繩之以法，並強調必須團結全國人民，捍衛國家安全與穩定。
安條克暨全東方希臘正教牧首區發聲明表示：「今晚，邪惡背後的背叛之手伸來，奪去了我們的性命，以及我們親人的生命，他們在今晚的聖祭中殉道。」
安條克希臘正教會牧首約翰十世在大馬士革舉行的追思儀式上譴責襲擊事件，表示這是一場屠殺，是對敘利亞根本結構的惡意打擊。他稱這場襲擊不會令敘利亞基督徒退縮或離開家園。約翰十世向敘利亞總統艾哈邁德·沙拉表達遺憾，指案發現場沒有任何政府高層官員到場，唯一現身的是政府中唯一的基督徒欣德·卡巴瓦特。他呼籲政府應主動向基督徒社群伸出援手，攜手重建新敘利亞。
大馬士革居民譴責這次攻擊，並呼籲和平與保護。

### 國際
聯合國敘利亞問題特使裴凱儒強烈譴責襲擊，批評這是一宗「可憎的罪行」和恐怖行動。
土耳其總統雷傑普·塔伊普·埃爾多安批評恐怖組織代理人圖謀再次破壞敘利亞穩定，強調土耳其不會坐視不理。
巴勒斯坦武裝組織哈馬斯譴責這次襲擊，稱其是一次「令人髮指的爆炸罪行」，並向受害者及其家屬表示哀悼。
法國外交部發言人克里斯托夫·勒莫因表示，法國對事件予以強烈譴責，並重申法方支持讓敘利亞人民，無論信仰何宗教，均能在一個自由、統一、多元、繁榮、穩定及擁有主權的敘利亞中和平生活的過渡安排。
阿曼外交部亦發聲明，譴責是次暴力襲擊，形容事件為針對性的恐怖行動，並向死難者致以慰問。
埃及外交部譴責是次襲擊，並向受害者家屬表示誠摯慰問，並祝福傷者早日康復。
阿聯酋外交部強烈譴責事件，在聲明中表示：「阿聯酋嚴厲譴責這些犯罪行為，並始終堅決反對一切破壞安全與穩定的暴力和恐怖主義」，又向敘利亞政府與人民，以及死者家屬表達誠摯哀悼，並祝願傷者早日康復。
黎巴嫩總統約瑟夫·奧恩亦對襲擊表達譴責，並向受害者致哀。他在事後聲明中祝願傷者早日康復，並將事件形容為「罪行」，促請敘利亞當局採取即時而有效的措施，防止類似悲劇重演。黎巴嫩國會議長納比赫·貝里亦向安條克希臘正教會牧首約翰十世、敘利亞與黎巴嫩的東正教社群，以及死難者家屬致以慰問，形容這次事件是針對禮拜者的「懦弱恐怖行徑」。
希臘總理基里亞科斯·米佐塔基斯譴責是次襲擊，稱這是一次悲慘、令人作嘔的恐怖攻擊，並呼籲敘利亞政府保護少數民族和宗教少數群體。
科威特外交部嚴正譴責事件，聲明指出：「科威特堅決反對一切形式的暴力與恐怖主義，無論其動機為何。科威特向敘利亞阿拉伯共和國政府與人民，以及死者家屬致以誠摯慰問，並祝傷者早日康復。」
卡塔爾外交部重申其反對所有形式的暴力與恐怖主義，強烈譴責任何針對宗教場所或意圖恐嚇平民的行動。聲明強調卡塔爾堅定支持敘利亞政府維護安全與穩定的努力。
沙地阿拉伯外交部聲明指出：「沙地阿拉伯重申其堅決立場，反對針對宗教場所、恐嚇無辜平民及無辜流血的行為，並重申支持敘利亞阿拉伯共和國反對各種形式的暴力、極端主義與恐怖主義。」
以色列外交部長吉德翁·薩爾對事件表達震驚。他在Twitter／X上發文表示：「對今天在大馬士革瑪爾·以利亞教堂發生的懦弱恐怖襲擊深感震驚，至少有20名無辜禮拜者遇害。向死者家屬及敘利亞基督徒社群致以慰問。」